# Red Pill Blues
Red Pill Blues là album phòng thu thứ sáu của nhóm nhạc pop rock Maroon 5 đến từ Mỹ. Album được phát hành vào ngày 3 tháng 11 năm 2017 dưới hãng đĩa 222 và Interscope Records.

## Bảng xếp hạng
| Bảng xếp hạng (2017–18)                  | Vị trí cao nhất |
| ---------------------------------------- | --------------- |
| Album Úc (ARIA)                          | 7               |
| Album Áo (Ö3 Austria)                    | 31              |
| Album Bỉ (Ultratop Vlaanderen)           | 47              |
| Album Bỉ (Ultratop Wallonie)             | 31              |
| Album Canada (Billboard)                 | 2               |
| Album Cộng hòa Séc (ČNS IFPI)            | 11              |
| Album Đan Mạch (Hitlisten)               | 5               |
| Album Hà Lan (Album Top 100)             | 21              |
| Album Phần Lan (Suomen virallinen lista) | 24              |
| Album Pháp (SNEP)                        | 24              |
| Album Đức (Offizielle Top 100)           | 44              |
| Album Ireland (IRMA)                     | 21              |
| Album Ý (FIMI)                           | 15              |
| Japanese Albums (Billboard Japan)        | 6               |
| Album Nhật Bản (Oricon)                  | 10              |
| Album New Zealand (RMNZ)                 | 6               |
| Album Na Uy (VG-lista)                   | 8               |
| Album Ba Lan (ZPAV)                      | 33              |
| Album Bồ Đào Nha (AFP)                   | 21              |
| Album Scotland (OCC)                     | 12              |
| Slovak Albums (IFPI)                     | 16              |
| Album Hàn Quốc (Circle)                  | 19              |
| Album Hàn Quốc Quốc tế (Circle)          | 1               |
| Album Tây Ban Nha (PROMUSICAE)           | 14              |
| Album Thụy Điển (Sverigetopplistan)      | 12              |
| Album Thụy Sĩ (Schweizer Hitparade)      | 21              |
| Album Anh Quốc (OCC)                     | 12              |
| US Billboard 200                         | 2               |